# Графов, Владимир Сергеевич
Влади́мир Серге́евич Графов (1913—1991) — подполковник Советской Армии, участник Великой Отечественной войны, Герой Советского Союза (1945).

## Биография
Владимир Графов родился 28 июня 1913 года в городе Бугульма (ныне — Татарстан) в семье железнодорожника. В 1931 году окончил Бугульминское профессионально-техническое училище по специальности механика тракторов, после чего некоторое время работал разъездным механиком Бугульминского семсовхоза. С 1931 года работал слесарем по сборке тракторных двигателей на ленинградском заводе «Красный Путиловец». Окончил рабфак в Ленинграде. Вернувшись в Бугульму, работал до 1935 года слесарем Бугульминской машинно-тракторной мастерской. В 1935—1937 годах служил в Рабоче-крестьянской Красной Армии. Демобилизовавшись, работал директором Бугульминского отделения «Глававтотракторсбыта». В 1939—1940 годах вновь служил в армии, участвовал в боях на Халхин-Голе. С 1940 года работал директором Бугульминской машинно-тракторной мастерской.
В ноябре 1941 года Графов был в третий раз призван в армию. В июне 1942 года он окончил Оренбургское танковое училище и был направлен на фронт. Принимал участие в боях на Калининском, Воронежском, 1-м Украинском и 1-м Белорусском фронтах. Участвовал в боях за Белый и Ржев, Курской битве, Белгородско-Харьковской, Житомирско-Бердичевской, Проскуровско-Черновицкой, Львовско-Сандомирской, Висло-Одерской, Восточно-Померанской, Берлинской операциях. К апрелю 1945 года гвардии майор Владимир Графов командовал гвардейским отдельным мотоциклетным батальоном 8-го гвардейского механизированного корпуса 1-й гвардейской танковой армии 1-го Белорусского фронта. Отличился во время Берлинской операции.
19 апреля 1945 года Графов руководил отражением вражеских контратак в районе населённого пункта Марксдорф в 10 километрах к юго-западу от города Зеелов. В том бою было уничтожено 2 танка, 4 орудия и около 2 рот пехоты. 20-21 апреля, командуя передовым отрядом, он подошёл к Эркнеру, на двух танках прорвался к железнодорожному мосту через канал между озёрами, уничтожил его охрану и разминировал, что способствовало успешному преодолению канала частями корпуса и выходу их к пригороду Берлина. 23 апреля батальону Графова была поставлена задача захвата аэродрома Адлерсхоф. Группа, возглавляемая Графовым, первой переправилась через Шпрее и через час достигла Адлерсхофа, уничтожив на нём 70 самолётов. Попав в окружение, группа приняла бой с превосходящими силами противника и была освобождена бригадой Абрама Темника. После этого группа Графова соединилась с группой майора Владимира Жукова и в течение двух суток отбивала атаки превосходящих сил противника.
Указом Президиума Верховного Совета СССР от 31 мая 1945 года за «образцовое выполнение боевых заданий командования в ходе Берлинской операции и проявленные при этом мужество и героизм» гвардии майор Владимир Графов был удостоен высокого звания Героя Советского Союза с вручением ордена Ленина и медали «Золотая Звезда» за номером 7072.
В 1956 году в звании подполковника Графов был уволен в запас. Проживал в Казани, работал директором Казанской межрайонной мастерской капитального ремонта, старшим инженером «Ремуправления», директором Ремонтно-механических мастерских топливной промышленности, директором Центральных мастерских, председателем группкома профсоюза треста «Каздорстрой». Скончался 9 декабря 1991 года, похоронен на Самосыровском кладбище Казани.
Был также награждён орденами Красного Знамени, Отечественной войны 1-й и 2-й степеней, двумя орденами Красной Звезды, а также рядом медалей.
Бюст Графова установлен в Бугульме.